# Phlegopsis
Phlegopsis és un gènere d'ocells de la família dels tamnofílids (Thamnophilidae). Agrupa tres espècies natives d'Amèrica del Sud, on es distribueixen per la conca de l'Amazones, des del sud de Veneçuela i sud-est de Colòmbia fins a l'est de Perú i nord de Bolívia i en tota l'Amazònia brasilera.

## Etimologia
El nom genèric Phlegopsis es compon de les paraules del grec antic «φλοξ» (“phlox”), «φλογος» (“phlogos”) que significa “flama”, i «οψις» (“opsis”) que significa “rostre”, “cara”.

## Característiques
Els formiguers d'aquest gènere són ocells relativament grossos, mesurant entre 16,5 i 18,5 cm de longitud, de patró de plomatge molt atractiu que habiten en selves humides amazòniques de baixa altitud. Dues de les espècies (nigromaculata i erythroptera) exhibeixen un exclusiu anell periocular de pell nua de color vermell brillant. L'aliment preferir és la formiga legionària.

## Taxonomia
El gènere Phlegopsis va ser proposat per l'ornitòleg alemany Ludwig Reichenbach en 1850; l'espècie tipus, subseqüentment designada, és Myiothera nigromaculata, actualment Phlegopsis nigromaculata.
Amb base en les diferències de plomatge es va proposar que Phlegopsis borbae passés a integrar un nou gènere monotípic Skutchia i es designés com Skutchia borbae, però estudis genètics van establir que continuï sent considerat dins del gènere Phlegopsis, i així ho aprovà el Comitè de Classificació de Sud-americà (SACC) en la Proposada N° 432 en 2010.
Amb base en un espècimen recol·lectat del formiguer de Argus, es va proposar l'espècie Phlegopsis barringeri (Meyer de Schauensee, 1951), però se l'ha considerat fins ara com un híbrid de P. erythroptera i P. nigromaculata, Phlegopsis [erythroptera x nigromaculata].
Els estudis genètics indiquen que els gèneres Willisornis, Pithys, Phaenostictus, Phlegopsis, Gymnopithys i Rhegmatorhina formen un grup monofilètic d'ocells que s'alimenten gairebé exclusivament de formigues. Aquest grup va ser denominat «clade Pithys», dins d'una tribu Pithyini.
Segons la Classificació del Congrés Ornitològic Internacional (versió 14.2, 2024) aquest gènere està format per tres espècies:
- Phlegopsis nigromaculata - formiguer maculat.
- Phlegopsis borbae - formiguer de plomall blanc.
- Phlegopsis erythroptera - formiguer ala-rogenc.